# 千葉東ジャンクション
千葉東ジャンクション （ちばひがしジャンクション）は、千葉県千葉市中央区にある京葉道路と千葉東金道路とを結ぶジャンクションである。
千葉東金道路・千葉東ICもこの一部である。
かつて東京方面からのルートと館山方面からのルートが1車線ずつ合流して千葉東金道路に接続していたが、東京方面からのルートを2車線に拡幅したときに館山からのルート（橋桁）を廃止し、館山からのルートを千葉東ICの入路につなぎ変えた。廃止した館山からのルートの橋桁が途切れた形で残っていたが、解体された。

## 隣
E14 京葉道路
(9)貝塚IC - (10)千葉東JCT - (11)松ヶ丘IC
E82 千葉東金道路
(10)千葉東JCT - (1)千葉東IC - (2)大宮IC
千葉東ICは京葉道路に対する流出入はできない。